# Родіонов Павло Федорович
Павло Федорович Родіонов (1857-1908) — борзненський повітовий лікар, член III Державної думи від Чернігівської губернії.

## Життєпис
Домовласник, землевласник (13 десятин).
1884 року закінчив медичний факультет університету св. Володимира. Після закінчення університету служив земським лікарем у Сосницькому повіті. У 1892—1907 роках був борзненським повітовим лікарем. Одночасно був членом повітової ради училища, лікарем міського чотирикласного училища і членом Борзненського відділення Товариства Червоного Хреста. Дослужився до чину статського радника.
В 1907 був обраний членом III Державної думи від 1-го з'їзду міських виборців Чернігівської губернії. Входив до фракції октябристів. Був членом продовольчої комісії. Помер 1908 року. На його місце було обрано Митрофана Максимовича Пташевського.
На даний час нічого не відомо про його сімейний стан і чи належить він до дворянського роду Родіонових.